# 李仁颜
李仁颜（?—?），是唐朝末年党项族的人。
夏州（治今陕西靖边北）偏将拓跋思恭的侄子，拓跋思忠的儿子。中和元年（881年）八月，拓跋思忠在讨伐黄巢的战役中阵亡，唐朝授李仁颜为银州（治今陕西榆林）防御使，后晋年间去世，其子李彝景袭位。李仁颜就是西夏太祖李继迁的曾祖父。